# Leptothele
Genre
Leptothele est un genre d'araignées mygalomorphes de la famille des Euagridae.

## Distribution
Les espèces de ce genre sont endémiques de Thaïlande.

## Liste des espèces
Selon World Spider Catalog (version 21.5, 02/11/2020) :
- Leptothele bencha Raven & Schwendinger, 1995
- Leptothele chang Schwendinger, 2020

## Publication originale
- Raven & Schwendinger, 1995 : « Three new mygalomorph spider genera from Thailand and China (Araneae). » Memoirs of the Queensland Museum, vol. 38, no 2, p. 623-641 (texte intégral).